# Майдан Свободи (Бровари)
Майда́н Свобо́ди — центральна площа міста Бровари.

## Історія
Майдан Свободи в Броварах збудували у 2004 році, одразу після спорудження нового корпусу міськвиконкому. Свою назву площа отримала на честь подій листопада 2004 року — Помаранчевої революції.

## Скульптури та пам'ятники
На площі розташовані сонячний годинник, навколо якого вказані міста-побратими Броварів, а також пам'ятник Небесній сотні. У минулому на площі стояв пам'ятник 2-й повітряній армії СРСР.

Колишній пам'ятник 2-й повітряній армії СРСР
Пам'ятник Небесній сотні, 2015
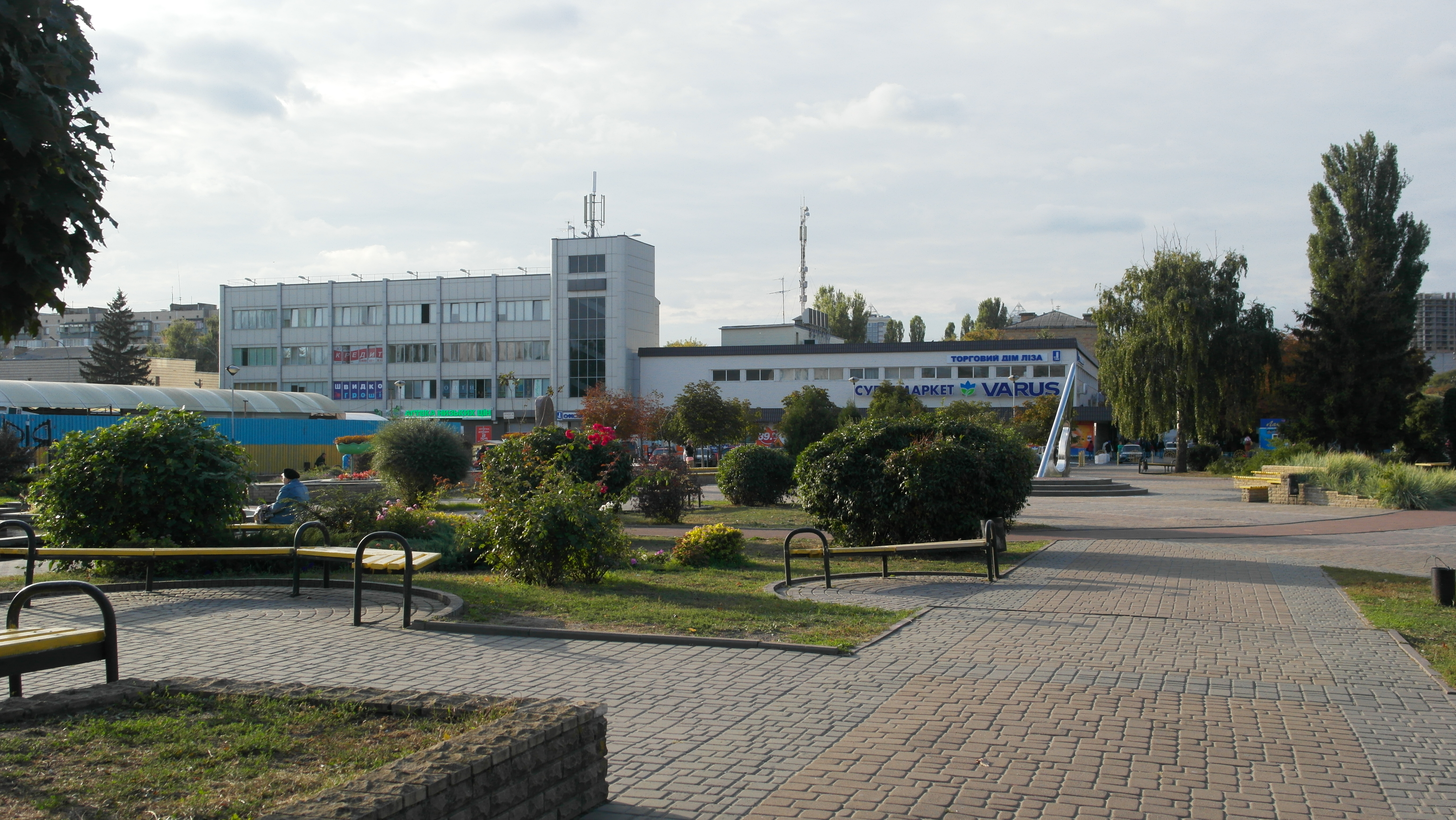
Майдан Свободи, Бровари
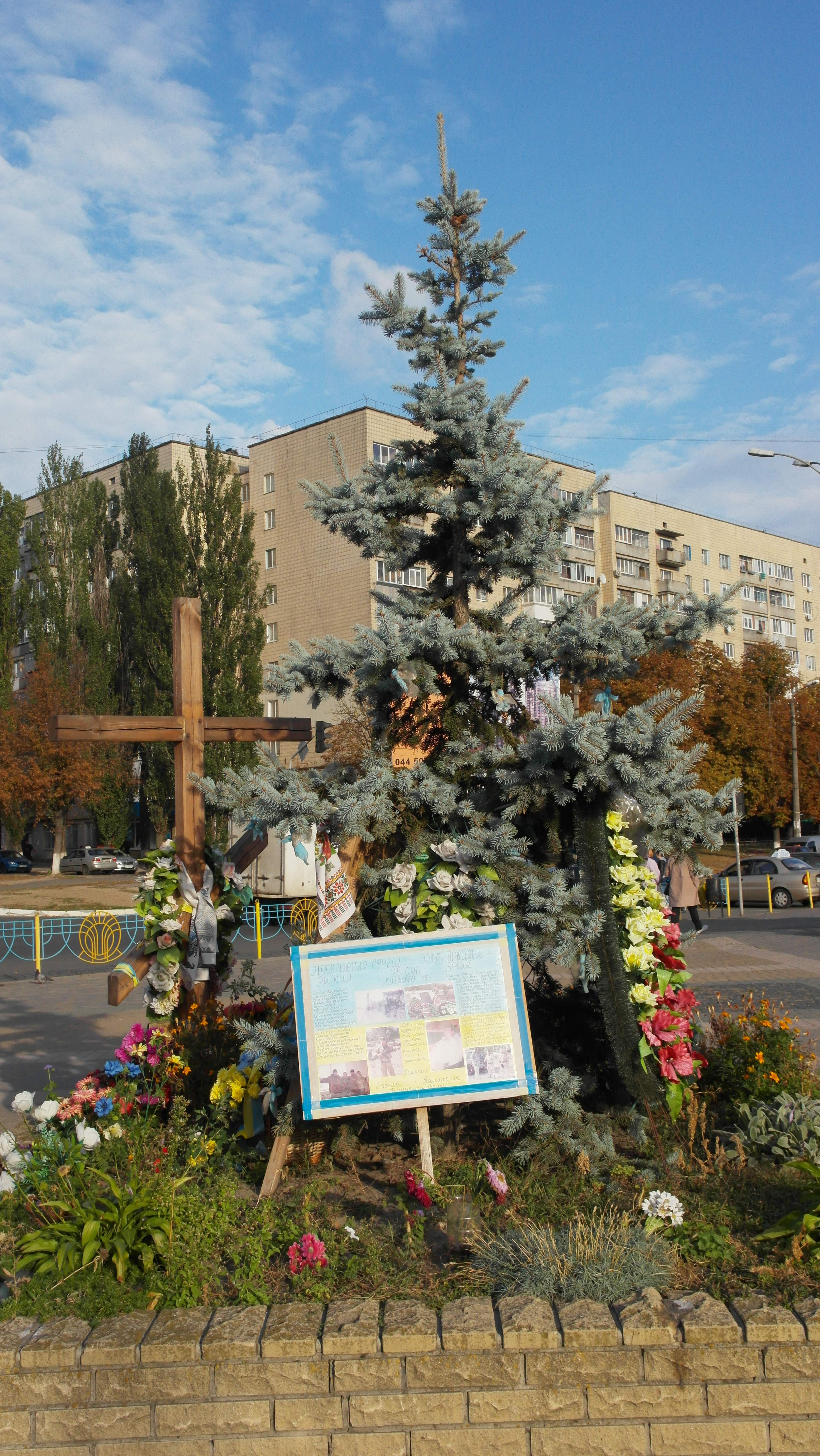
Хрест пам'яті загиблих російсько-українській війні, Майдан Свободи, Бровари

## Цікаві факти
- На площі відбувались події «броварських» Помаранчевої революції та Євромайдану, також броварці збирали одяг і їжу для відправлення на київський Майдан.
- На площі розміщені головні будівлі міста: міськвиконком, міськрада та пошта.
- Площа є головним входом у парк «Перемога».